# Бельсито
Бельсито (итал. Belsito) — коммуна в Италии, располагается в регионе Калабрия, подчиняется административному центру Козенца.
Население составляет 929 человек, плотность населения составляет 84 чел./км². Занимает площадь 11 км². Почтовый индекс — 87030. Телефонный код — 0984.
Покровителем коммуны почитается святой Иоанн Креститель, празднование 24 июня.